# Inhibidor de la recaptación

Escitalopram, un inhibidor selectivo de la recaptación de serotonina (ISRS) usado como antidepresivo.

Un inhibidor de recaptación (IR), también conocido como bloqueador de transportadores, es un medicamento que inhibe la recaptación mediada por transportadores plasmáticos de un neurotransmisor desde la sinapsis hacia la neurona presináptica, llevando a un incremento de concentraciones extracelulares del neurotransmisor y por lo tanto un aumento en la neurotransmisión.
Muchos fármacos utilizan la inhibición de la recaptación para ejercer sus efectos psicológicos y fisiológicos, incluyendo varios antidepresivos, ansiolíticos, estimulantes, y anorexígenos, entre otros. La mayoría de los inhibidores de la recaptación afectan los neurotransmisores monoamina serotonina, norepinefrina, y dopamina. También hay un número de medicamentos y químicos de investigación que actúan como inhibidores de la recaptación para otros neurotransmisores tales como la adenosina, GABA, glutamato, y los endocannabinoides.

## Mecanismo de acción

### Sustratos del sitio activo del transportador

La tiagabina, un inhibidor selectivo de la recaptación de GABA usado como un anticonvulsivo en el tratamiento de la epilepsia y convulsiones.

Se cree que los inhibidores de la recaptación estándares actúan simplemente como un sustrato competitivo que funciona ligándose directamente al transportador plasmático del neurotransmisor en cuestión. Ellos ocupan el transportador en lugar del neurotransmisor respectivo y le impiden competitivamente ser transportado desde el terminal nervioso o sinapsis hacia la neurona presináptica. Con dosis suficientemente altas, la ocupación se llega hasta el 80-90%. A este nivel de inhibición, el transportador pierde eficiencia como evacuador del exceso de neurotransmisores de las sinapsis y esto causa un incremento sustancial en las concentraciones extracelulares del neurotransmisor y por lo tanto un aumento en la neurotransmisión total.

### Sustratos del sitio alostérico del transportador

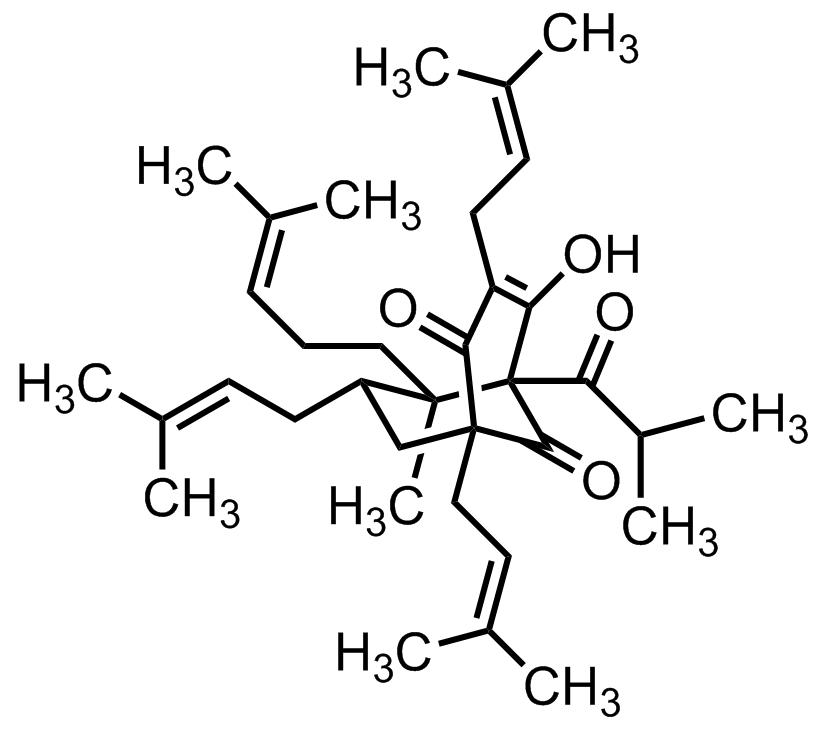
Hiperforina, el componente activo principal responsable de los beneficios terapéuticos de los extractos de la hierba Hypericum perforatum (Hierba de San Juan), que se utiliza como un antidepresivo.

Alternativamente, algunos inhibidores de la recaptación se ligan a sitio alostérico e inhiben la recaptación indirectamente y no competitivamente.
La fenciclidina y fármacos relacionados tales como la benociclidina, tenociclidina, ketamina, y dizocilpina (MK-801), han sido demostrados de inhibir la recaptación de neurotransmisores monoamina. Aparentan ejercer su inhibición al ligarse a sitios alostéricos vagamente caracterizados en cada uno de los transportadores de monoamina respectivos. La benzatropina, fluoxetina, mazindol, y vanoxerina también se ligan a estos sitios y tienen propiedades similares. Además de sus altas afinidades para el sitio activo de los transportadores de monoamina, varios sustratos de transportadores competitivos tales como la cocaína e indatralina también tienen una afinidad menor para estos sitios alostéricos.
Algunos inhibidores selectivos de la recaptación de serotonina (ISRS) como la fluoxetina y el dextroenantiómero del citalopram parecen ser inhibidores alostéricos de la recaptación de serotonina. En vez de ligarse al sitio activo del transportador de serotonina, ellos se ligan al sitio alostérico, que ejerce sus efectos al causar cambios conformacionales en la proteína transportadora, y así modulando la afinidad de los sustratos por el sitio activo. Como resultado, el escitalopram ha sido comercializado como un inhibidor alostérico de la recaptación de serotonina. Cabe destacar, este sitio alostérico podría estar directamente relacionado con los anteriormente mencionados sitios de unión de la fenciclidina.
Dos de los principios activos de la hierba medicinal Hypericum perforatum (hierba de San Juan) son la hiperforina y adhiperforina. La hiperforina y adhiperforina son inhibidores de la recaptación de serotonina, norepinefrina, dopamina, GABA, y glutamato, y ejercen estos efectos alostéricamente al ligarse a y activando el potencial de receptor transitorio canal catiónico TRPC6. La activación del TRPC6 induce la entrada de calcio (Ca2+) y sodio (Na+) hacia la célula, lo que provoca el efecto.

### Sustratos del transportador vesicular

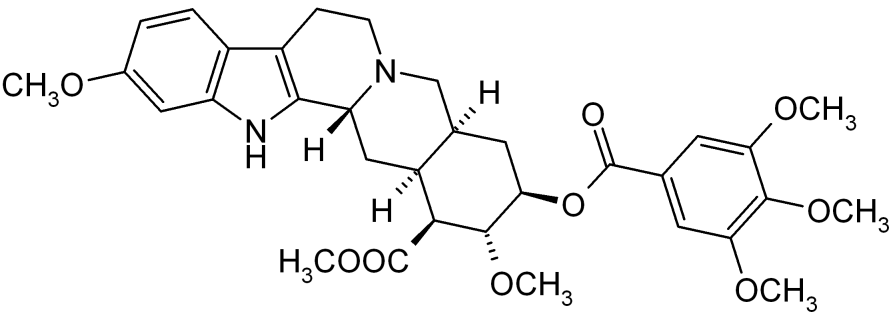
Reserpina, un inhibidor de la recaptación vesicular que era usado en el pasado para agotar las reservas de serotonina, norepinefrina, y dopamina como un antipsicótico y antihipertensivo. Era conocido por causar ansiedad y depresión, y como resultado, fue reemplazado por medicamentos nuevos y más modernos en su lugar.

Un segundo tipo de inhibidor de la recaptación afecta el transporte vesicular, y bloquea el reembalaje de neurotransmisores hacia las vesículas citoplasmáticas. A diferencia de los inhibidores plasmáticos de la recaptación, los inhibidores vesiculares de la recaptación no incrementan las concentraciones sinápticas de un neurotransmisor, sólo las concentraciones citoplasmáticas; a menos que, también actúe como un inversor del transportador plasmático vía la fosforilación de la proteína transportadora, también conocido como un agente liberador. Los inhibidores vesiculares de la recaptación puros tienden a disminuir las concentraciones sinápticas de un neurotransmisor, ya que el bloqueo del reembalaje de, y almacenamiento del neurotransmisor en cuestión lo deja vulnerable a la degradación vía enzimas tales como la monoaminooxidasa (MAO) que existen en el citoplasma. Con el transporte vesicular bloqueado, las reservas del neurotransmisor se agotan rápidamente.
La reserpina (Serpasil) es un inhibidor irreversible y competitivo del transportador vesicular de monoaminas 2 (VMAT2), y es un ejemplo clásico de un inhibidor vesicular de la recaptación.

## Clases y ejemplos

### Selectivo para un neurotransmisor
- Inhibidor de la recaptación de adenosina (AdoRI)
  - Dilazep (Cormelian), dipiridamol (Persantine), hexobendina (Ustimon), pentoxifilina (Trental)
- Inhibidor de la recaptación de dopamina (DRI)
  - Ácido amfonelico (AFA; WIN 25,978), benociclidina (BTCP; GK-13), RTI-121, RTI-229, troparil (β-CPT; WIN 35,065-2), vanoxerina (GBR-12,909)
- Inhibidor de la recaptación de endocannabinoide (eCBRI)
  - AM-404, LY-2183240, O-2093, OMDM-2, UCM-707, VDM-11
- Inhibidor de la recaptación de glutamato (GluRI) o inhibidor de la recaptación de aminoácido excitador (EAARI)
  - Ácido dihidrokainico, PDC, WAY-213,613
- Inhibidor de la recaptación de GABA (GRI)
  - Deramciclano (EGIS-3886), ácido nipecótico, tiagabina (Gabitril)
- Inhibidor de la recaptación de glicina (GlyRI)
  - ACPPB, ALX-5407, glycyldodecylamide, Org 24589, Org 25935, sarcosine, SSR-103,800, SSR-504,734
- Inhibidor de la recaptación de norepinefrina (NRI) or Adrenergic reuptake inhibitor (ARI)
  - Atomoxetina (Strattera), nisoxetina (LY-94,939), reboxetina (Edronax, Vestra), viloxazina (Vivalan)
- Inhibidor de la recaptación de serotonina (SRI)
  - Escitalopram (Lexapro, Cipralex), fluoxetina (Prozac), sertralina (Zoloft, Lustral)

### Selectivo para varios neurotransmisores
- Inhibidor de la recaptación de serotonina y noradrenalina (SNRI)
  - Desvenlafaxina (Pristiq), duloxetina (Cymbalta), milnacipran (Dalcipran, Ixel, Savella), venlafaxina (Effexor)
- Inhibidor de la recaptación de dopamina y noradrenalina (NDRI)
  - Amineptina (Survector), bupropión (Wellbutrin, Zyban), metilenedioxipirovalerona, metilfenidato (Ritalin, Concerta), pipradrol (Meretran)
- Inhibidor de la recaptación de serotonina y dopamina (SDRI)
  - RTI-83
- Inhibidor de la recaptación de serotonina-noradrenalina-dopamina (SNDRI)
  - Cocaína, indatralina (Lu-19-005), nefopam (Acupan), tesofensina (NS-2330)
- Inhibidor de la recaptación de serotonina-noradrenalina-dopamina-GABA-glutamato
  - Adhiperforina, hiperforina